# Chiang Khong
 (février 2021).
Chiang Khong est une petite ville de l'extrême nord de la Thaïlande, dans la province de Chiang Rai. Elle est située sur la rive droite du Mékong, qui sert de frontière avec le Laos, et fait face à Houei Sai, au Laos. Au sud de la petite agglomération, un pont transfrontalier a été construit pour relier les deux rives. Cet aménagement s'inscrit dans le cadre du projet du Corridor de développement économique Nord-Sud, reliant Kunming à Bangkok, et dont une des branches traverse le nord-ouest du Laos. Auparavant, seul le bateau permettait de traverser le fleuve, large de plus d'un kilomètre par endroits, dans cette région. Le pont a été bâti grâce à des fonds thaïlandais et chinois, dans le but de stimuler le commerce entre les deux pays, via le Laos. Cela ouvre une « route laotienne » qui permet un transit plus rapide que la navigation fluviale sur le Mékong, ou que le trajet qui passe par la Birmanie. 